# Jerlan Saghymbajew
Jerlan Jerlessuly Saghymbajew (kasachisch Ерлан Ерлесұлы Сағымбаев, russisch Ерлан Ерлесович Сагымбаев / Jerlan Jerlessowitsch Sagymbajew; * 5. April 1970 in Ust-Kamenogorsk, Kasachische SSR, Sowjetunion) ist ein ehemaliger kasachischer Eishockeyspieler und derzeitiger -trainer. Seit Juni 2015 ist er Cheftrainer bei Barys Astana aus der Kontinentalen Hockey-Liga.

## Spielerkarriere
Jerlan Saghymbajew begann seine Karriere 1988 bei Torpedo Ust-Kamenogorsk. 1989 wechselte er zu SKA Swerdlowsk. In der Saison 1990/91 spielte er bei Awtomobilist Karaganda. Nach einer Saison kehrte er zu Torpedo Ust-Kamenogorsk zurück. Weitere Stationen waren HK Awangard Omsk, Metallurg Nowokusnezk und HK Sibir Nowosibirsk. 1998 wechselte wieder zu Kaszink-Torpedo Ust-Kamenogorsk, wo er 2000 seine aktive Karriere beendete.
1998 wurde Saghymbajew in die kasachische Nationalmannschaft berufen und nahm an den Olympischen Winterspielen 1998 teil, wobei er in sieben Spielen ein Tor schoss.

## Trainerkarriere
In der Saison 2001/02 übernahm Saghymbajew den Trainerposten der zweiten Mannschaft beim kasachischen Team Kaszink-Torpedo Ust-Kamenogorsk. 2005 wurde er zum Cheftrainer der ersten Mannschaft befördert, die Saghymbajew bis 2008 trainierte. In der Spielzeit 2008/09 trainierte er das kasachische Team HK Saryarka Karaganda. Gleichzeitig wurde er zum Cheftrainer der kasachischen Eishockeynationalmannschaft, die in Oslo in der Qualifikation für die Olympischen Winterspiele 2010 scheiterte. Von diesem Posten trat er jedoch nach der gescheiterten Qualifikation im März 2009 zurück. Vor der Saison 2009/10 übernahm er den Chef-Trainerposten beim kasachischen Verein HK Ertis Pawlodar, den er bis 2011 innehatte. Anschließend wurde er Assistenztrainer bei Barys Astana.
In der Saison 2012/13 war er Assistenztrainer von Wladimir Krikunow bei der kasachischen Nationalmannschaft und schaffte mit dieser bei der Weltmeisterschaft der Division I im April 2013 den Aufstieg in die Top-Division. Bis zum Ende der Saison 2013/14 blieb er in diesem Amt und war parallel weiter bei Barys beschäftigt.
In der Saison 2014/15 betreute er das Juniorenteam von Barys, Sneschnyje Barsy, aus der Molodjoschnaja Chokkeinaja Liga als Cheftrainer. Im Juni 2015 wurde er Barys als neuer Cheftrainer des KHL-Teams vorgestellt, nachdem Andrei Nasarow zum SKA Sankt Petersburg gewechselt war. Im September 2015 wurde er zusammen mit Co-Trainer Raimo Helminen entlassen.

## Erfolge und Auszeichnungen
- 2013 Aufstieg mit Kasachstan in die Top-Division bei der Weltmeisterschaft der Division I, Gruppe A